# Cratere Tawa
Tawa è un cratere sulla superficie di Rea.